# Albert Sallengros
Albert Sallengros, né le 19 mai 1746 à Maubeuge (Nord), mort le 1er juillet 1816 aux Pays-Bas, est un homme politique de la Révolution française.

## Biographie
La France devient une monarchie constitutionnelle en application de la constitution du 3 septembre 1791. 
Le même mois, Albert Sallengros, alors officier municipal à Maubeuge, est élu député suppléant du département du Nord, le premier sur trois, à l'Assemblée nationale législative. Il est appelé à siéger dès le début de la session pour remplacer Jean-Pierre Lacombe Saint-Michel, élu dans les départements du Nord et du Tarn et ayant opté pour ce dernier. 
Il siège sur les bancs de la gauche de l'Assemblée. En février 1792, il vote en faveur de la mise en accusation de Bertrand de Molleville, le ministre de la Marine. En août, il vote en faveur de la mise en accusation du marquis de La Fayette.  
La monarchie prend fin à l'issue de la journée du 10 août 1792 : les bataillons de fédérés bretons et marseillais et les insurgés des faubourgs de Paris prennent le palais des Tuileries. Louis XVI est suspendu et incarcéré, avec sa famille, à la tour du Temple. 
En septembre 1792, Albert Sallengros est réélu député du Nord, le neuvième sur douze, à la Convention nationale. 

Il siège sur les bancs de la Montagne. Lors du procès de Louis XVI, il vote la mort et rejette l'appel au peuple et le sursis à l'exécution de la peine. En avril 1793, il s'abstient de voter lors du scrutin sur la mise en accusation de Jean-Paul Marat : 
Parmi les raisons déduites par Thirion [député de la Moselle], auxquelles je me réfère, pour ne point tomber dans des répétitions, je déclare ne pouvoir voter quant à présent.
En mai, il vote contre le rétablissement de la Commission des Douze. 
Frappé par la loi du 12 janvier 1816 contre les régicides et les soutiens aux Cent-Jours, Albert Sallengros s'exile hors de France et meurt aux Pays-Bas peu après. 